# Zázvor lékařský
Zázvor lékařský (Zingiber officinale), zastarale též zázvor pravý, je rostlina z čeledi zázvorníkovitých (Zingiberaceae). Pochází z Číny nebo Indie. Oddenek se používá jako koření pod názvem zázvor. Jedná se o vytrvalou bylinu dorůstající výšky až 90 cm. Oddenky jsou aromatické, tlusté laločnaté a světle nažloutlé. Nesou dlouhé, jednoduché, střídavé a úzké kopinaté listy, které jsou asi 2 až 3 cm široké. Rostlina vyvíjí několik bočních výhonků, které začínají schnout, když rostlina zraje. Zázvor kvete velice vzácně. Květy jsou malé, zbarvené žlutě a fialově. Oddenek rostliny je využíván k léčebným účelům popsaným dále, stejně jako k účelům kulinářským. Celosvětově se v kuchyních využívá v čerstvé, sušené i nakládané formě. Štiplavá pikantní sladká chuť dodává jedinečnou chuť mnoha sladkým i slaným receptům. Sušený zázvor v podobě prášku se používá jako složka perníkového koření, k dochucení sušenek, koláčů, či při výrobě zázvorových limonád nebo piva. Čerstvý zázvor se využívá jako koření, k výrobě zeleninových či masných polotovarů. Obě formy využívaného zázvoru slouží k přípravě kávy i čaje. Ve Vietnamu se dokonce využívají i čerstvě nakrájené listy jako obloha, které pokrmům dodávají mnohem jemnější chuť zázvoru než nakrájený kořen. A konečně, zázvor se dá konzumovat i jako cukroví, a to ve své kandované formě.

## Původ
Rostlina pochází z teplejších oblastí Asie a je pěstována v mnoha zemích včetně Indie, Číny, Nepálu, Thajska, Indonésie, ale i v některých oblastech Afriky, na Jamajce, v Mexiku nebo na Havaji.
V 21. století je největším pěstitelem zázvoru Indie, kde je vyprodukováno více než 80 procent světové produkce, většina je v zemi také zkonzumována. Dalšími producenty v pořadí jsou Čína, Nigérie, Nepál, Indonésie a Thajsko.

## Obsahové látky
Nutriční složení zázvoru závisí na jeho druhu, odrůdě, podmínkách pěstování a skladování. Čerstvý zázvor obsahuje průměrně ve 100 g 80,9 g vody, 2,3 g bílkovin, 0,9 g tuků, 12,3 g sacharidů a 2,4 g vlákniny. Z minerálních látek je nejvíce zastoupen draslík (415 mg/100 g), hořčík (43 mg/100 g), fosfor (34 mg/100 g) a vápník (16 mg/100 g). Zázvor je i zdrojem vitaminů – nejhojněji je zastoupen vitamin C (5 mg/100 g), niacin (0,75mg/100 g), vitamin E (0,26mg/100 g) a kyselina pantothenová (0,203mg/100 g).

## Farmakologicky významné obsahové látky

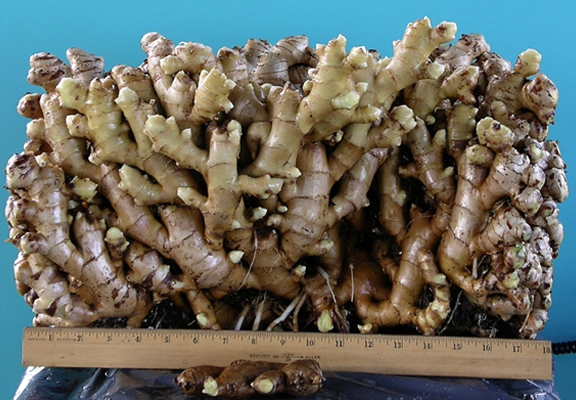
Rekordní oddenek zázvoru lékařského o hmotnosti 11,5 kg.

Oddenek zázvoru obsahuje širokou škálu biologicky aktivních látek nenutritivní povahy, které ovlivňují jeho vlastnosti a léčebné užití. Mezi hlavní fytochemikálie patří skupiny esenciálních olejů, fenolických sloučenin, flavonoidů, alkaloidů, saponinů, steroidů, terpenoidů a taninů. Složky se mění v závislosti na geografickém původu a jejich zastoupení je též ovlivněno tím, zda je oddenek v čerstvém či sušeném stavu. Účinné látky zázvoru lékařského jsou především v esenciálním oleji, který je zodpovědný za jeho známou vůni a jehož výtěžnost se pohybuje od 1 do 3 %. Silice obsahuje několik komponent, z nichž nad 50 bylo charakterizováno. Hlavními účinnými látkami v zázvorovém oleji jsou seskviterpeny, β-bisabolen, zingiberen, kurkumen a zingiberol. Ostrou a pronikavou chuť čerstvého zázvoru způsobují především gingeroly, což jsou směsi homologních fenolů. Z nich nejrozšířenější je 6-gingerol, ačkoli je přítomno i menší množství jiných gingerolů s různě dlouhými řetězci. Za výraznou chuť zázvoru v sušené formě jsou zodpovědné shogaoly, což jsou dehydratované formy gingerolů, které se během sušení a skladování postupně rozkládají právě na shogaoly.

## Indikace/účinky

### GIT (zažívací trakt)
Zázvor má pozitivní účinky na zažívací trakt prokázané mnoha klinickými studiemi. Jeho aktivní složky pozitivně stimulují trávení a vstřebávání, zmírňují zácpu a plynatost zvýšením svalové aktivity zažívacího traktu. Zázvor je účinný i v prevenci kinetóz (nemoci z pohybu). Je používán v prevenci pooperačního zvracení, stejně jako proti nevolnostem během těhotenství. Předpokládá se, že antiemetická aktivita je zprostředkována antagonisty 5-HT3 receptorů. Odhaduje se, že snížením aktivity serotoninových receptorů působí zázvor přímo na úrovni zažívacího traktu, ale že ovlivňuje i centrální nervový systém.

### Glykemie a dyslipidemie
Bylo zjištěno, že léčba ethanolovým extraktem získaným ze sušených oddenků má vliv na snížení hyperglykemie, hyperinzulinemie a hyperlipidemie vyvolanou fruktózou spojenou s inzulinovou rezistencí. Pokusy na potkanech potvrdily, že syrový zázvor má hypoglykemický, hypocholesterolemický a hypolipidemický potenciál a že by mohl být využitý pro léčbu diabetických komplikací i u lidí. Výsledky jiné dvojitě zaslepené studie ukázaly, že užívání zázvorového prášku má vliv na zlepšení inzulinové rezistence a je užitečné u pacientů s diabetem mellitem druhého typu.

### Poruchy krevní srážlivosti
Předpokládá se, že zázvor může měnit koagulaci krve a ovlivňovat imunologické parametry. Pokusy na potkanech ukázaly, že zázvor působí cestou inhibice syntézy prostacyklinů a protisrážlivý účinek 6-gingerolu je způsoben inhibicí tvorby tromboxanu A2. Nicméně výsledky observačních studií jsou nejednoznačné. Omezení zahrnují nedostatečnou standardizaci použitých zázvorových přípravků, rozdíly v podaných dávkách a studovaném časovém rozmezí. Proto je potřeba dalšího výzkumu pro stanovení pevných doporučení.

### Antioxidační a protizánětlivé účinky
Byly studovány antioxidační účinky 6-gingerolu působením cesty inhibice cyklooxygenázy. To ze zázvoru činí velmi účinný prostředek v prevenci proti ultrafialovému záření (UVB) a předpokládá se jeho terapeutické využití v léčbě kožních onemocnění vyvolaným UVB zářením.
Protizánětlivé vlastnosti zázvoru jsou připisovány schopnosti 6-shogaolu, 6-gingerolu a 6-pradolu inhibovat kyselinu arachidonovou a tedy syntézu prostaglandinů E2. Bylo zjištěno, že u potkanů a králíků inhibuje cyklooxygenázu a zabraňuje uvolnění prostaglandinů.

### Analgetické a antipyretické účinky
Jsou popsány studie potvrzující protizánětlivé, analgetické a antipyretické účinky ethanolového zázvorového extraktu u potkanů a myší. Má silný analgetický účinek, který v mnoha případech působí cestou inhibicí cyklooxygenázy. Gingerol a jeho deriváty byly hlášeny dokonce jako účinnější než aspirin. Předpokládá se, že jeho analgetických účinků může být využito k úlevě od bolesti hlavy a migrény. Mezi další potenciální využití patří úleva od bolesti a zánětu revmatoidní artritidy či osteoartrózy.

## Nežádoucí účinky
Nežádoucí účinky se mohou projevit již při běžném dávkování, pokud zázvor užívají citlivější jedinci. Ty se mohou projevit pálením žáhy, podrážděním žaludku nebo zázvor může vyvolat alergické reakce v podobě dermatitidy. Větší dávky sušené drogy mohou způsobit vznik žlučových kamenů, výjimečně cestou ovlivnění centrální nervové soustavy vyvolat depresivní stavy.

## Interakce
Vysoké dávky sušeného zázvoru mohou zvyšovat účinky antikoagulační léčby, proto je třeba pacienty užívající warfarin, kyselinu acetylsalicylovou nebo nesteroidní antiflogistika dostatečně informovat a konzultovat možné interakce. Výsledky zkoumání vlivu zázvorové šťávy na biodostupnost cyklosporinu (užíván pro potlačení funkce imunitního systému) ukázaly, že pokud bylo léčivo aplikováno per os společně se šťávou, ta snížila množství absorbovaného cyklosporinu. Jeho užívání je dále kontraindikováno u pacientů se žlučovými kameny.

## Vliv na těhotenství
Několik randomizovaných kontrolovaných studií prokázalo přínos užívání zázvoru při nevolnostech a zvracení během těhotenství bez jakýchkoli prokazatelných nežádoucích účinků na průběh těhotenství. Přesto Německá Komise E těhotenství jako kontraindikaci uvádí. Důvodem může být to, že při vysokých dávkách (4 g sušeného zázvoru/den) se může objevit zvýšená stažlivost dělohy, což je při těhotenství velmi nebezpečné. Pro hodnocení léčby nadměrného zvracení těhotných je třeba dalších výzkumů, dobře navržených studií. Proto je důležité užívání doplňků stravy obsahující zázvor během těhotenství konzultovat s lékařem s tím, že za bezpečnou dávku v době těhotenství je stanoveno užívání 250 mg 4krát denně.

## Lékové formy a dávkování
Zázvor se dá užívat v jeho sušené i čerstvé formě, v podobě extraktu, sirupu, tablet nebo tinktury. Stanovení správného dávkování závisí na tom, jaká léková forma je konzumována. U práškových kapslí nebo extraktu je doporučené dávkování 500 mg 2 až 4krát denně pro dospělé a děti od 6 let. Pro představu, jaké množství se smí užívat v jiné formě, je vhodný přepočet podle údajů, že 1 g extraktu odpovídá asi 1 g sušeného a práškovaného zázvoru, 5 g čerstvého zázvoru, čtyřem šálkům zázvorového čaje nebo dvěma lžícím zázvorového sirupu.

## Závěr
Mnoha klinickými studiemi bylo prokázáno, že zázvor je účinný v boji proti pooperačním nevolnostem a zvracení v těhotenství. Tyto vlastnosti by bylo užitečné například zkoumat i ve vztahu k použití zázvoru proti vedlejším účinkům (zvracení) způsobených chemoterapií. Zázvor je považován za bezpečný bylinný léčivý přípravek s nevýznamnými nežádoucími účinky, který je jako doplněk stravy považován za bezpečný i Úřadem pro kontrolu potravin a léčiv.